# MS Oslofjord (schip, 1949)
MS Oslofjord was een gecombineerde oceaanlijner/cruiseschip en werd gebouwd door de Nederlandsche Dok en Scheepsbouw Maatschappij in Amsterdam voor de Noorwegen America Lijn. Het was met 166 meter lengte het grootste passagiersschip ooit door de NDSM voor een buitenlandse opdrachtgever gebouwd. Voor de tewaterlating van de werf in de IJ, werd het schip gedoopt door het Noors kroonprinselijk paar, prins Olaf en prinses Märtha.
De NDSM was buitengewoon trots op de Oslofjord. Het schip was gebouwd in opdracht van de Norske Amerika Linje en bestemd voor de lijndienst tussen Noorwegen en de Verenigde Staten. De manoeuvreerbaarheid stond voorop, omdat dit schip op weg naar New York een aantal havens in Noorwegen aan zou doen, die aan nauwe fjorden waren gelegen. De keuze voor een dubbelschroefschip met dieselaandrijving als voortstuwing lag daarom voor de hand, ook omdat daarbij het brandstofverbruik lager was dan bij stoomschepen. Het was het grootste schip onder Noorse vlag – toen de derde handelsvloot ter wereld – en dus een uiterst prestigieuze opdracht voor de werf. Het schip was bedoeld voor 266 passagiers in de Eerste Klasse en 359 in de Toeristen Klasse; de bemanning telde 283 koppen. De twee zevencilinder tweetakt dieselmotoren met een vermogen van 16.350 APK (as-paardenkracht) werden geleverd door de Machinefabriek Gebr. Stork & Co. te Hengelo. Bijzonder was dat de hele bovenbouw van het schip en de schoorsteen grotendeels van aluminium waren, wat een aanzienlijke gewichtsbesparing opleverde.
Het luxe schip werd ingezet op verschillende cruises onder andere tussen Noorwegen, de Verenigde Staten en de Caraïben. Het schip beschikte over een zwembad, een ziekenhuisje, een wasserij, slagerij, drukkerij en patisserie. In de lounges en eetzalen hingen kunstwerken van Noorse kunstenaars en sierlijke lampen ontworpen door Andries Copier. In de conversatiezalen konden 16mm-films worden vertoond. Het schip is voorzien van stabilisatoren en ook airconditioning is aanwezig in het gehele schip.
Op 10 januari 1957 in het droogdok in Hoboken, gleed het schip van de kielblokken waardoor het schip ongeveer 16° slagzij maakte. Acht bemanningsleden raakten gewond en twee van hen moesten worden opgenomen in het ziekenhuis. Tweehonderd andere bemanningsleden zaten meer dan een uur opgesloten in het schip voordat ze konden worden bevrijd. Eenmaal weer in het water, richtte zich weer in de normale stand. De schade was niet groot.  
In april 1959 had het schip een aanvaring met een Russische tanker in de Bosporus, waardoor er 26 huidplaten moesten worden vervangen in de boeg en midscheeps. Voor deze reparatie (en tevens groot onderhoud), moesten hutten en salons in de reparatiezone worden ontmanteld; dit gebeurde al op de reis van Oslo naar Amsterdam, door een ploeg van 45 man. De branders konden direct aan de slag zodra de Oslofjord
droog kwam te staan in het dok. Bovendien moest een hulpmotor vervangen worden en kregen nog 380 hutten een schildersbeurt, waarvoor alle beschikbare scheepsschilders in Amsterdam werden gecharterd. De werf
had zich verplicht deze klus binnen 19 dagen te klaren, wat dankzij de inzet van bijna 1.000 man lukte: op 14 november kon het schip weer varen.
Na een mislukte verkoop aan Finland in 1966 keerde het schip terug bij de NDSM, om te worden gemoderniseerd. Dit was noodzakelijk om te voldoen aan de veiligheidsvoorschriften van de ‘Conferentie ter beveiliging van de mensen op zee’, welke in 1960 werd gehouden. Zo werd een aantal brandwerende schotten aangebracht, branddeuren die vanaf de brug afgesloten konden worden en een sprinklerinstallatie. Wat de passagiersaccommodatie betrof: hutten en salons kregen een ‘facelift’ en voor de bemanning kwam er een nieuwe eetzaal met cafetariasysteem. In februari 1967 was de modernisering gereed.
In de periode 1967–1968 werd het schip gecharterd door de Griekenland Lijn en vanaf 1968 door Costa Crociere, die haar in 1969 MS Fulvia doopten.
Als gevolg van een explosie in de machinekamer op 19 juli 1970 brak brand uit op de Fulvia nabij de Canarische Eilanden, onderweg van Madeira naar Santa Cruz. In de grote balzaal van het schip was een feest in volle gang, de andere passagiers lagen in bed. Er werd alarm geslagen, maar de scheepsomroep bleek te zijn uitgevallen, en dus moesten alle slapende passagiers persoonlijk worden gewekt. Feestgangers en slapers verzamelden zich in baljurk en pyjama aan dek. De nieuwe blusinstallatie faalde: pas na drie kwartier kon die worden ingeschakeld. De Ancerville reageerde op de noodoproep en bereikte de plek negen uur na de explosie en redde de 448 passagiers en 246 bemanningsleden uit de reddingsboten. De kapitein van de Fulvia, C. B. Fasting, en 26  bemanningsleden probeerden nog om de brand onder controle te krijgen, maar nadat het vuur heviger was geworden, moesten ze ook het schip verlaten.
Onder de gasten, die voornamelijk uit Italianen bestonden, waren verschillende nationaliteiten aanwezig waaronder 13 Belgen en 3 Nederlanders.
Op 20 juli 1970, 36 uur na de fatale brand, zonk het schip op 29°57' N, 16°30' W terwijl het naar Tenerife werd gesleept.

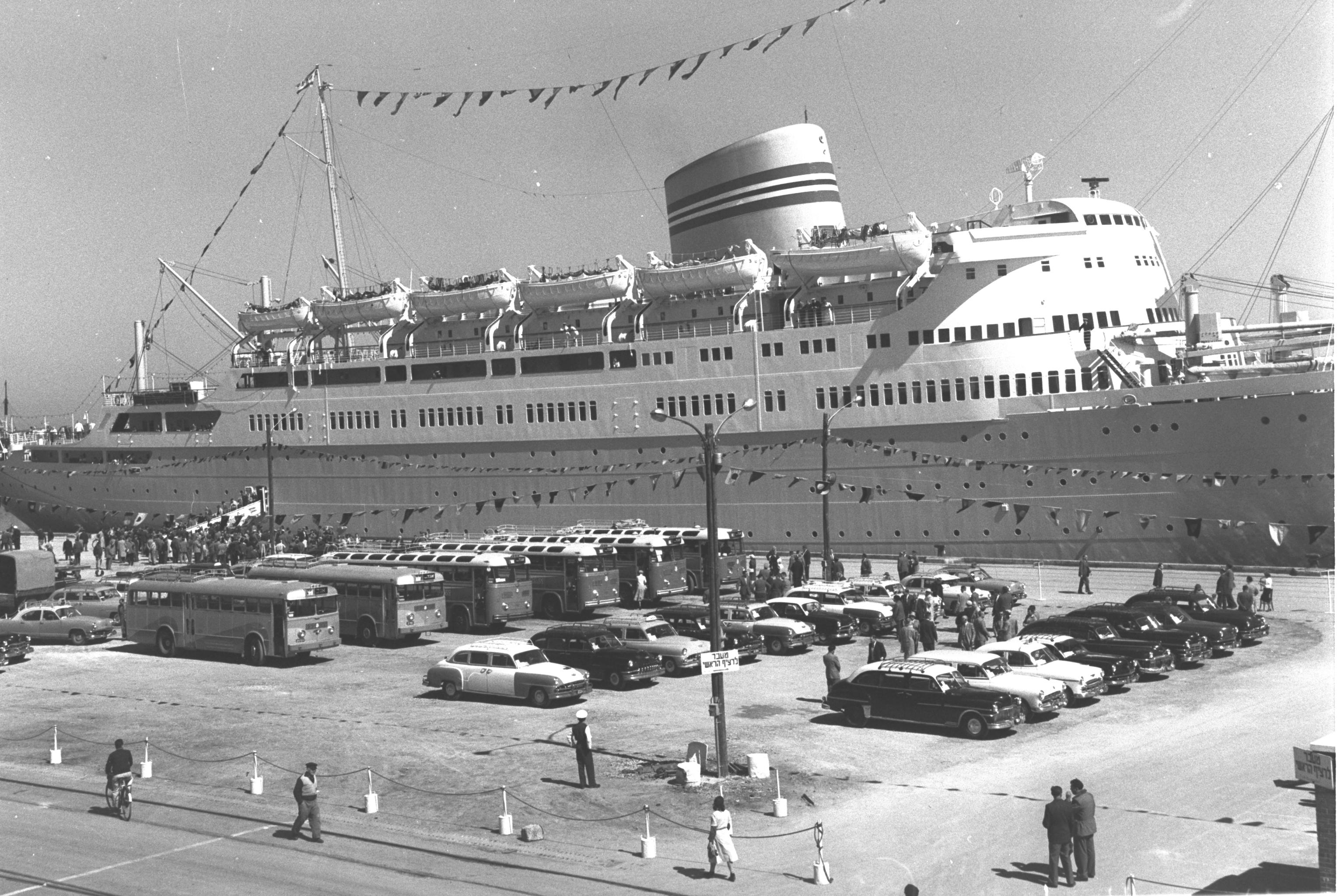
Het schip in maart 1959, in de haven van Haifa, Israël.